# Hieracium arolae subsp. feursteinii
Hieracium arolae subsp. feursteinii, trajnica iz porodice glavočika. 
Jedna je od nekoliko podvrsta vrste Hieracium arolae iz roda runjika. Endemska je u Lihtenštajnu. Opisana je 1921.